# Andrej Málek
Andrej Málek (4 de febrero de 1995) es un deportista eslovaco que compitió en piragüismo en la modalidad de eslalon.
Ganó una medalla de plata en el Campeonato Mundial de Piragüismo en Eslalon de 2015 y una medalla de bronce en el Campeonato Europeo de Piragüismo en Eslalon de 2015.

## Palmarés internacional
| Campeonato Mundial | Campeonato Mundial      | Campeonato Mundial | Campeonato Mundial |
| Año                | Lugar                   | Medalla            | Competición        |
| ------------------ | ----------------------- | ------------------ | ------------------ |
| 2015               | Londres (Reino Unido)   | Medalla de plata   | K1 por equipos     |
| Campeonato Europeo |                         |                    |                    |
| Año                | Lugar                   | Medalla            | Competición        |
| 2015               | Markkleeberg (Alemania) | Medalla de bronce  | K1 individual      |